# فرناندو أورتيز أرانا
فرناندو أورتيز أرانا (بالإسبانية: Fernando Ortiz Arana)‏ هو محامي وسياسي مكسيكي، ولد في 26 أكتوبر 1944 في مدينة كيريتارو في المكسيك. حزبياً، نشط في الحزب الثوري المؤسساتي. وقد انتخب President of the Institutional Revolutionary Party ‏ وانتخب عضو مجلس الشيوخ من المكسيك وانتخب عضو مجلس النواب المكسيك.